# Киево-Печерская лавра
Ки́ево-Пече́рская ла́вра (укр. Києво-Печерська лавра) — один из первых по времени основания монастырей Киевской Руси. Одна из важнейших православных святынь. Объект Всемирного наследия ЮНЕСКО. С 15 сентября 2023 года в списке всемирного наследия, находящегося под угрозой, в связи с опасностью для памятников из-за российского вторжения.
Принято считать, что Печерский монастырь был основан в 1051 году при Ярославе Мудром монахом Антонием, родом из Любеча, и его учеником Феодосием. С монастырём связаны имена Илариона Русина, летописца Нестора (автора «Повести временных лет»), художника Алипия. В 1169 году монастырь обрёл статус лавры, стал великокняжеской архимандрией и ставропигией, независимой от митрополита Киевского, что было подтверждено в 1598 и 1688 годах. Лавра сильно пострадала от землетрясения 1230 года и монгольского нашествия 1240 года, однако продолжила существовать. Успенский собор лавры был восстановлен при киевском князе Семёне Олельковиче в 1470 году. Однако в 1482 году монастырь снова был разорён татарами Менгли I Герая.
В 1592 году статус обители как лавры и ставропигии православного патриарха Константинопольского был официально подтверждён. Печерский монастырь стал одним из важнейших духовных оплотов сопротивления унии. В этот период при лавре были основаны печатный двор и Киево-Могилянский коллегиум. С ней была связана деятельность Памвы Берынды, Афанасия (Кальнофойского), Захарии (Копыстенского), Сильвестра Косова, Иннокентия (Гизеля) и других.
Духовенство монастыря выступило против решений Переяславской рады 1654 года. Лавра была подчинена Московскому патрархату только через два года после присоединения к нему Киевской митрополии — в 1688 году. В 1696—1701 годах средствами гетмана Ивана Мазепы была проведена масштабная реконструкция монастыря и восстановлены его фортификации. Во второй половине XVIII века лавра фактически превратилась в отдельный город с мощной промышленностью и обширными владениями, которые включали около 1 000 000 га земли. К 1770-м годам окончательно сформировался архитектурный ансамбль лавры с господствующей стилистикой украинского барокко. С 1786 года священноархимандритами монастыря стали митрополиты Киевские.
В январе 1918 года в лавре, после первого захвата Киева большевиками, был убит митрополит Киевский и Галицкий Владимир (Богоявленский). В 1919 году советская власть конфисковала имущество монастыря, однако монашеская община, действовавшая как артель, продолжала существовать до 1929 года. Деятельность монастыря была восстановлена во время немецкой оккупации в 1941 году, но в феврале 1961 года он вновь был закрыт советскими властями.
С 1926 года территорией лавры управляет национальный заповедник «Киево-Печерская лавра» (изначально создан как «Всеукраинский музейный городок»). Заповедник сильно пострадал во время Второй мировой войны — был взорван Успенский собор и разрушено более 30 построек-памятников архитектуры, разграблены все музеи заповедника. В течение послевоенного десятилетия были отстроены все разрушенные памятники, кроме Успенского собора. К началу XXI века была проведена масштабная реставрация сооружений лавры и отстроен Успенский собор. По состоянию на 2023 год на территории Верхней лавры действовали постоянные и временные экспозиции заповедника, а также Национальный музей украинского народного декоративного искусства, Сокровищница Национального музея истории Украины, Национальная историческая библиотека Украины, Национальная академия руководящих кадров культуры и искусства, Музей книги и книгопечатания Украины, Музей театрального, музыкального и киноискусства Украины, другие учреждения культуры.
В 1988 году монашеской общине восстановленного Киевского Свято-Успенского монастыря Украинской православной церковь (Московского патриархата) передан ансамбль Дальних пещер, в 1990 — Ближних, позже — Гостинного двора. К 2023 году на территории Нижней лавры находились мужской монастырь Свято-Успенская Киево-Печерская лавра, Киевская духовная семинария, Киевская духовная академия и митрополия УПЦ (МП). В конце 2022 года Правительство Украины приняло решение не продлевать договор с УПЦ (МП) на право пользования государственным имуществом — зданиями и сооружениями лавры — учитывая выявленные многочисленные нарушения со стороны Церкви. 1 декабря 2022 года был зарегистрирован устав Свято-Успенской Киево-Печерской лавры (мужского монастыря) Православной церкви Украины.
10 марта 2023 года УПЦ (МП) была официально извещена о необходимости до 29 марта 2023 года освободить территорию, здания и сооружения Киево-Печерской лавры. К 2023 году ПЦУ проводила богослужения в Успенском соборе.
В Ближних и Дальних пещерах лавры покоятся мощи православных святых, в лавре есть и захоронения мирян (например, могила Петра Столыпина).

## История

### Основание
В настоящее время Киево-Печерская лавра находится в центре Киева, на правом, высоком берегу Днепра и занимает два холма, разделённых глубокой ложбиной, спускающейся до Днепра. В XI веке местность была покрыта лесом; сюда удалялся для молитвы священник близлежащего села Берестова Иларион, который выкопал здесь для себя пещеру.
В отличие от большинства русских монастырей, основанных ктиторами и поэтому находившихся на их содержании, Киево-Печерский, по выражению историка церкви Е. Е. Голубинского, «единственный был построен не людьми, принёсшими из мира готовые деньги, а отшельниками, удалившимися ни с чем и потом стяжавшими злато и сребро „слезами и пощением“».
В 1051 году Иларион был поставлен митрополитом Киевским, и его пещера опустела. Примерно в то же время в Киев пришёл с Афона монах Антоний, уроженец Любеча; жизнь в киевских монастырях пришлась ему не по нраву, и он поселился в пещере Илариона.
Благочестие Антония привлекло в его пещеру последователей, в числе которых был и Феодосий из Курска. Когда их число возросло до двенадцати, они устроили для себя церковь и кельи. Антоний поставил в игумены Варлаама, а сам удалился на соседнюю гору, где выкопал для себя новую пещеру. Эта пещера послужила началом «ближних» пещер, названных так в противоположность прежним, «дальним». С увеличением числа иноков, когда в пещерах стало тесно, они построили над пещерой церковь Успения Пресвятой Богородицы и кельи. Число приходящих в обитель всё увеличивалось, и Антоний добился у великого князя Изяслава Ярославича разрешения использовать всю гору над пещерой. Была построена церковь на месте нынешнего главного собора (1062); возникший монастырь получил название Печерского (по-древнерусски печера — «пещера (и вообще любое подземное жилище)»). В это же время игуменом был поставлен Феодосий. Он ввёл в обители общежительный студийский устав, который был заимствован отсюда и другими русскими монастырями. Суровая подвижническая жизнь иноков и их благочестие привлекли к монастырю значительные пожертвования «за упокой души», сделавшие его крупнейшим землевладельцем домонгольской Руси.
Внутренняя жизнь монастыря регулировалась не келиотским, а общежитийным уставом Фёдора Студита.
В 1073 году была заложена каменная церковь, оконченная и освящённая в 1089 году при игумене Иоанне. Фресковая живопись и мозаики были исполнены цареградскими художниками.

### Набеги и восстановление монастыря
В 1096 году ещё не окрепшая обитель перенесла ужасное нападение половцев. Православные святыни были разграблены и поруганы. Половцы едва не въехали в сам Киев. Но уже в 1108 году при игумене Феоктисте монастырь был восстановлен и, более того, в нём появились новые постройки: каменная трапеза вместе с церковью по повелению и на средства князя Глеба Всеславича.

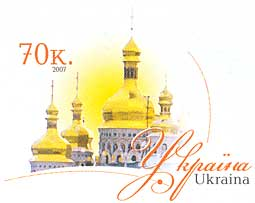
Лавра на оригинальной почтовой марке Украины, 2007

Весь монастырь был огорожен частоколом. При монастыре находился странноприимный дом, устроенный Феодосием для приюта нищих, слепых, хромых; на него отпускалась 1/10 монастырских доходов. Каждую субботу монастырь посылал воз хлеба для заключённых. С переселением братии в большой монастырь пещеры были обращены в усыпальницу для монахов, тела которых клали по обеим сторонам пещерного коридора, в углублениях стен. Монастырю принадлежало также село Лесники. Феодосий выкопал себе там пещеру, в которой жил во время Великого поста. В течение XI и XII веков из монастыря вышло до 20 епископов, все они сохраняли большое почтение к родной обители.
В 1151 году монастырь был разграблен торками, а также в 1169 году при взятии Киева объединёнными войсками киевских, новгородских, суздальских, черниговских, смоленских князей и примкнувшими степняками-язычниками (берендеями). В 1203 году при новом опустошении Киева Рюриком Ростиславичем и половцами Киево-Печерская обитель была разграблена. Но самое ужасное разорение Лавры произошло в 1240 году, когда орды Батыя взяли Киев и овладели всей южнорусской землёй.
Монахи Киево-Печерского монастыря частью были перебиты, частью разбежались. Неизвестно, как долго продолжалось запустение монастыря; в XIV в. он был уже возобновлён, и великая церковь стала усыпальницей многих княжеских и знатных родов. Бедствия от нашествия монголо-татар повторялись в Киеве не раз — в 1299 году при разорении Киева ханом Тохтой, в 1399 году при походе Тимура Кутлуга, в 1416 году при опустошении Едигеем. В 1470 году киевский князь Семён Олелькович возобновил и украсил великую церковь, однако уже в 1482 году крымскотатарское войско хана Менгли I Гирея сожгло и ограбило монастырь. Щедрые пожертвования снова дали ему возможность скоро оправиться. В 1593 году ему принадлежали два города — Радомысль и Васильков, до 50 сёл и около 15 сёл и деревень в разных местах Западной Руси, с рыбными ловлями, перевозами, мельницами, медовыми и грошевыми данями и бобровыми гонами. С XV века монастырь получил право посылать в Москву для сбора пожертвований. В 1555—1556 гг. великая церковь опять была обновлена и украшена.

### Попытки переподчинения
После Брестской унии в 1596 году была предпринята попытка подчинить монастырь, находящийся в непосредственном ведении Вселенского патриарха, киевскому униатскому митрополиту; но монахи во главе с архимандритом Никифором Туром оказали вооружённое сопротивление. Вторая попытка униатов овладеть монастырём, в 1598 году, была также безрезультатна. Монастырю удалось также отстоять силой от униатов и свои обширные имения.
Тогда же, в конце XVI века, монастырь получил статус ставропигии Константинопольского Патриарха. В условиях экспансии униатства Лавра стала оплотом православия в Юго-Западной Руси.

### XVII—XIX века

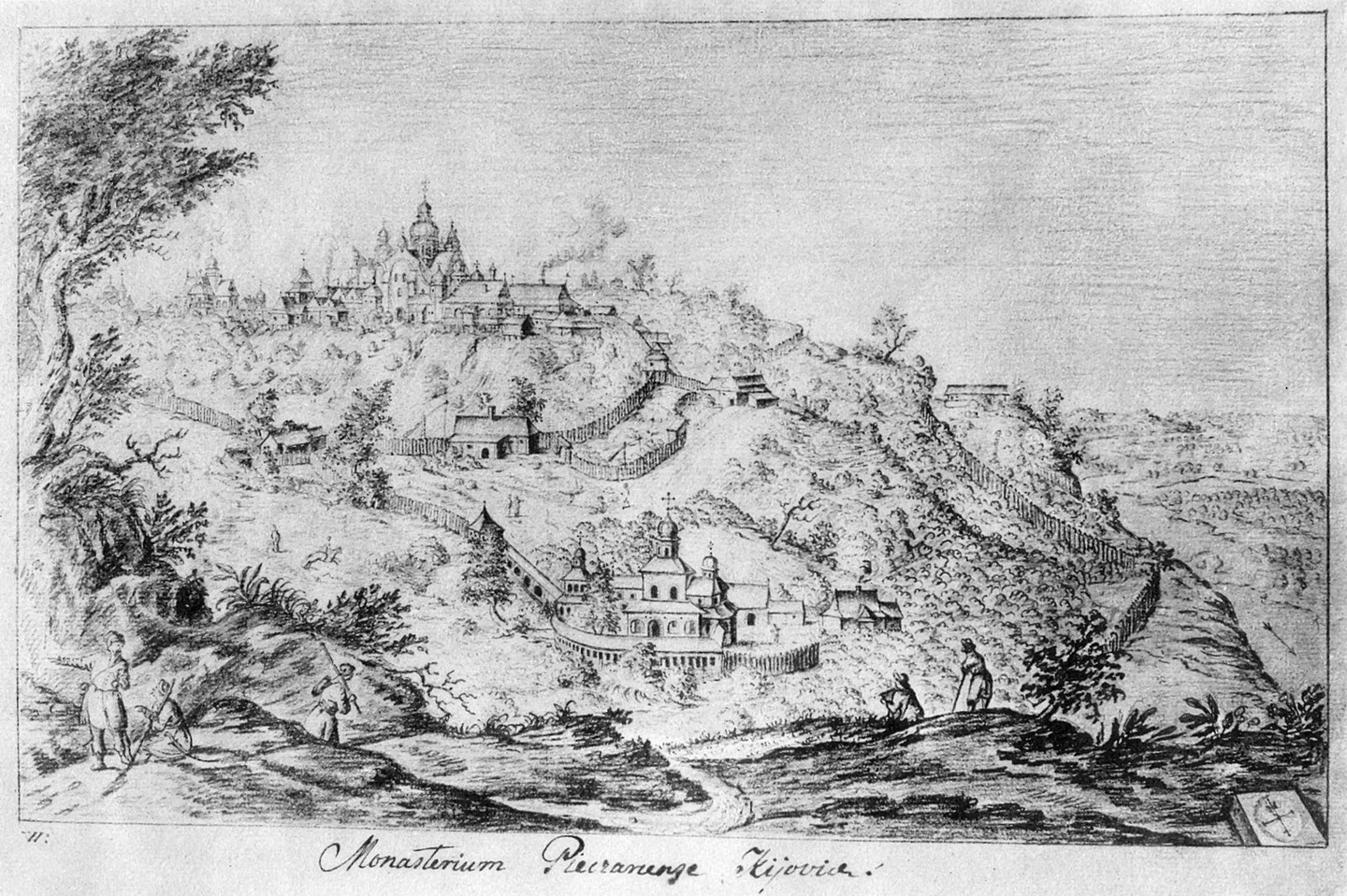
Печерский монастырь на рисунке Абрахама ван Вестерфельда, 1651 год

При архимандритах Елисее Плетенецком и Захарии Копыстенском в монастыре работала основанная в 1616 году типография и в рамках борьбы с униатством началось печатание богослужебных и полемических книг. Пётр Могила завёл здесь училище, которое впоследствии было соединено с братским училищем и послужило началом Киево-Могилянской коллегии.

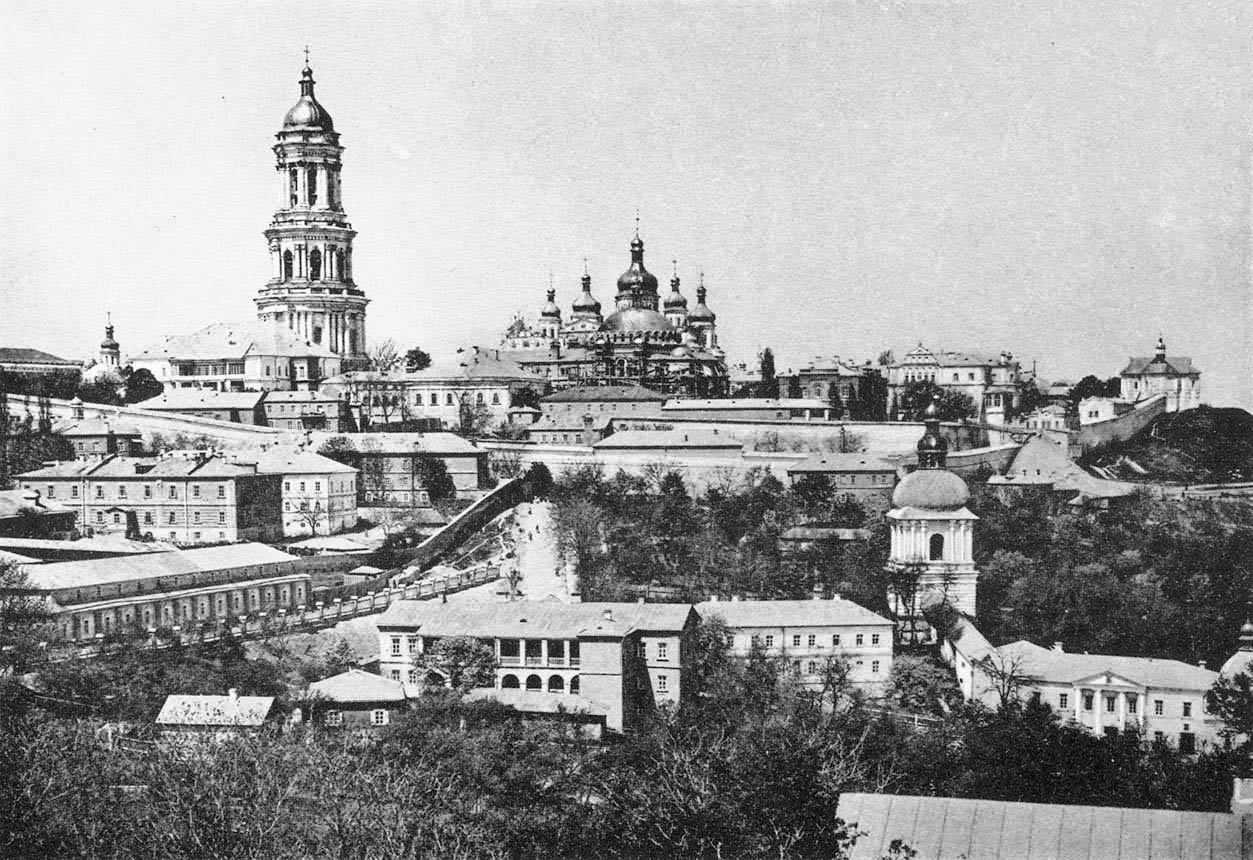
Вид Киево-Печерской лавры в конце XIX века

В 1651 году Киево-Печерский монастырь вновь пережил разорение со стороны занявших Киев литовских войск гетмана Януша Радзивилла.
Гетман Иван Самойлович обвёл Лавру земляным валом, а Мазепа — каменной стеной. Позднее, также при Петре I, были построены укрепления бастионного типа, сделавшие Печерскую крепость главным укреплением Киева.
В 1718 году пожар истребил великую церковь, архив, библиотеку и типографию. В 1729 году церковь была возобновлена.
В 1731—1745 годах к юго-западу от Великой церкви была построена Великая Лаврская колокольня; высота вместе с крестом — 96,5 м. Первые работы по возведению звонницы были начаты в 1707 году на средства Ивана Мазепы; завершена немецким архитектором Готфридом Шеделем.
В состав Лавры в XIX веке входили шесть монастырей:
- Главный при великой церкви,
- Больничный,
- Ближние пещеры,
- Дальние пещеры,
- Голосеевская пустынь,
- Китаевская пустынь.

Вблизи главных лаврских ворот расположен Троицкий Больничный монастырь, основанный в XII веке черниговским князем Николаем Святошей.

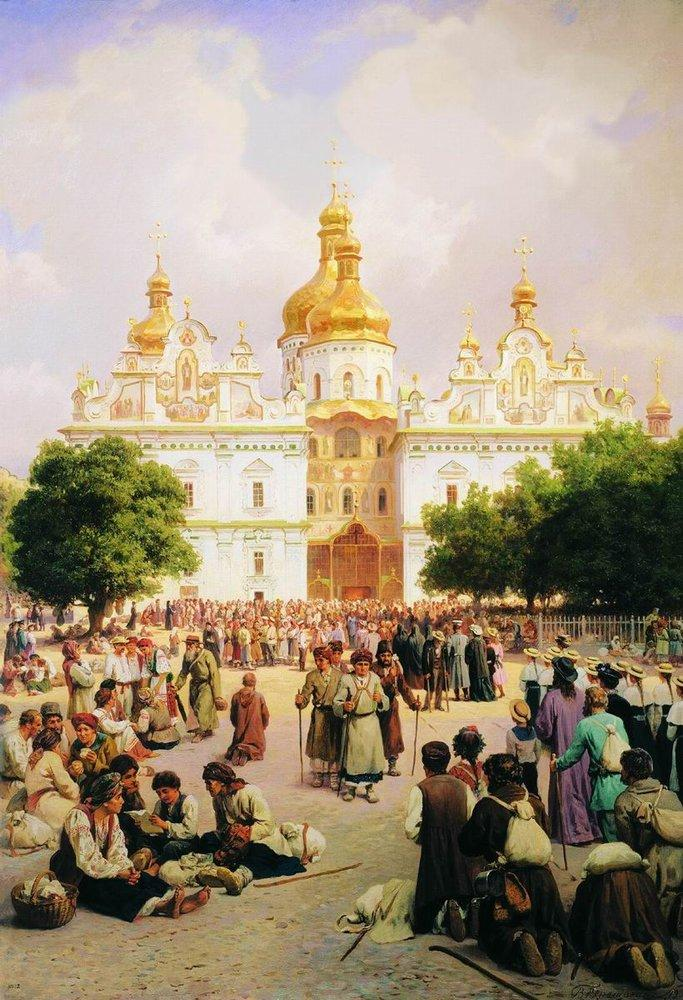
Василий Верещагин. «Великая церковь Киево-Печерской лавры». 1905

В Великой церкви находилась чудотворная икона Успения Божией Матери, по преданию, чудесно полученная греческими художниками во Влахернском храме и принесённая ими в Киев. В ней почивали мощи святого Феодосия и первого киевского митрополита Киевского Михаила и хранилась глава святого равноапостольного князя Владимира. В нише в северо-западном углу церкви — надгробие князя Константина Острожского. Под алтарём Стефановского придела — усыпальница. В Богословском приделе находилась икона Божьей Матери, перед которой молился Игорь Ольгович во время его убийства в 1147 году. В средней части храма было несколько гробниц, между прочими митрополита Петра Могилы, Варлаама Ясинского и фельдмаршала Петра Румянцева.
В ризнице Лавры хранились замечательные по древности и ценности Евангелия, утварь и облачения, а также коллекция портретов. На хорах были библиотека Лавры и её документы. Прежнее книгохранилище, вероятно, сгорело в 1718 году.
Ближние и Дальние пещеры разделены между собой оврагом и хребтом горы. В Ближних почивают мощи 80 святых, в Дальних — 45.
В 1688 году Лавра была подчинена патриарху Московскому, а её архимандриту дано первенство перед всеми русскими митрополитами.
В 1786 году Лавра была подчинена митрополиту Киевскому, которому присвоен титул её священноархимандрита. Управлялась наместником вкупе с Духовным собором.

### Советское время

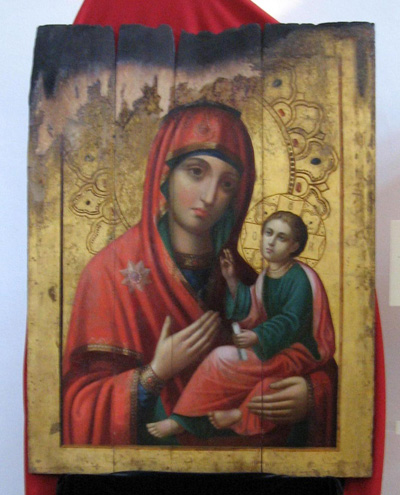
Обгоревшая икона Богородица Одигитрия, найденная среди руин Успенского собора, взорванного в 1941 году

25 января (ст. ст.) 1918 года был убит настоятель Лавры — митрополит Киевский и Галицкий Владимир (Богоявленский).
После 1919 года монашеская община продолжала существовать как артель.
С начала 1924 года Лавра находилась в непосредственном ведении патриарха Тихона.
На Всеукраинском предсоборном совещании («обновленческом»), проходившем с 11 по 15 ноября 1924 года в Харькове, по докладу обновленческого Киевского митрополита Иннокентия (Пустынского) было принято постановление о необходимости перехода Киево-Печерской Лавры в ведение Всеукраинского Священного Синода (обновленческого), что и произошло 15 декабря 1924 года.
29 сентября 1926 года ВУЦИК и Совет народных комиссаров УССР приняли постановление о «Признании бывшей Киево-Печерской Лавры историко-культурным государственным заповедником и о превращении её во Всеукраинский музейный городок». Постепенное вытеснение монашеской общины новосозданным музеем завершилось к началу 1930 года полной ликвидацией монастыря. Часть братии была вывезена и расстреляна, остальные были заключены в тюрьмы или сосланы. Лавра подверглась разорению.
В одном из корпусов была размещена Государственная историческая библиотека Украины (находится там до настоящего времени). На территории лавры был образован музейный комплекс, в его составе — Музей книги, Музей исторических драгоценностей и др.

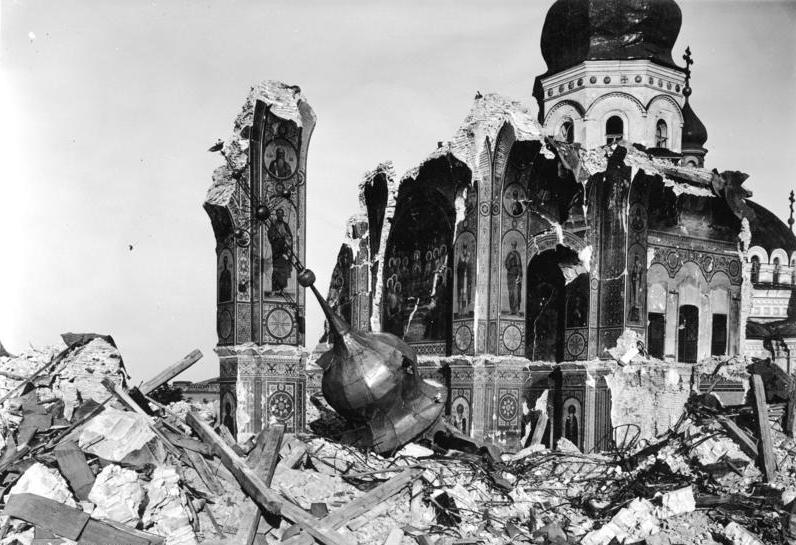
Руины Успенского собора, 1942 год

В период немецкой оккупации Киева в Лавре был организован полицейский участок, где оккупационными властями было убито около 500 мирных граждан.
По разрешению германских властей 27 сентября 1941 года в стенах Лавры была возобновлена монашеская жизнь; во главе братии стал схиархиепископ (бывший Херсонский и Таврический) Антоний (князь Давид Абашидзе), лаврский постриженник.
3 ноября 1941 года немецкими оккупантами, согласно версии, указанной в материалах Нюрнбергского процесса, был взорван Успенский собор (восстановлен в 2000 году). Высказывались версии, что храм взорвали то ли отступавшие советские части, то ли проникшие в город советские партизаны. Указанные версии не соответствуют действительности, и опровергаются не только фактами массового вывоза ценностей и массового выселения жителей из района Лавры оккупационными войсками непосредственно перед взрывом, но и тем, что взрыв собора был зафиксирован немцами на киноплёнку и попал в официальную кинохронику. В середине 1990-х годов её кадры были найдены в частном собрании в Оберхаузене и присланы в Киев при содействии доктора Вольфганга Айхведе (Eichwede), директора Исследовательского центра по Восточной Европе (Forschungsstellе Osteuroра) Бременского университета, занимавшегося проблемами реституции. Таким образом, немецкие власти заранее знали о времени взрыва и дали возможность своему оператору выбрать безопасную точку для эффектной съёмки. В пользу немецкой подрывной акции говорят не только технические ограничения советских радиомин, но и секретный приказ Гитлера командованию полиции и СС от 9 октября:

Никакие священники, монахи или другие местные люди, которые обычно работают там, не имеют права входить в монастырь, который содержится в цитадели Киева. Монастырь ни в коем случае не должен быть местом труда или религиозной деятельности. Должен быть передан полиции и СС, а затем уничтожен или оставлен на их усмотрение.
Версии, что Лавра была уничтожена Красной армией, придерживался украинский советский кинорежиссёр, писатель и кинодраматург Александр Довженко, о чём свидетельствует запись в его дневнике: «Наши дурачки перевыполнили программу заданий и на сей раз, оставшись верными своему стилю глупых байстрюков и геростратов. Это мы испугали немцев, подняв в воздух несколько десятков фашистских офицеров вместе с нашими обывателями, которые шли, конечно, не в счёт. Но я об этом никому в жизни не скажу, потому что следует говорить, что разрушили наш прекрасный, милый Киев фашистские изверги. И что Лавру, святыню всей России, пустили на воздух тоже они».
Существует версия, что Успенский собор стал жертвой двух тоталитарных режимов: в августе-сентябре взрывчатку заложили минёры 11-го взвода спецназначения, возглавляемого лейтенантом Михаилом Татарским, который в своих воспоминаниях подтверждает это. Когда город захватили немцы, в нём начались пожары. Обнаружив под Лаврой взрывное устройство, оккупанты не смогли его извлечь. Нацисты обезвредили взрывчатку, взорвав её.
После освобождения Киева в 1943 г. советские власти не решались вновь закрыть Лавру. Монастырь повторно был закрыт в ходе «хрущёвских» антирелигиозных кампаний в 1961 году.

### Возрождение монастыря; современная жизнь

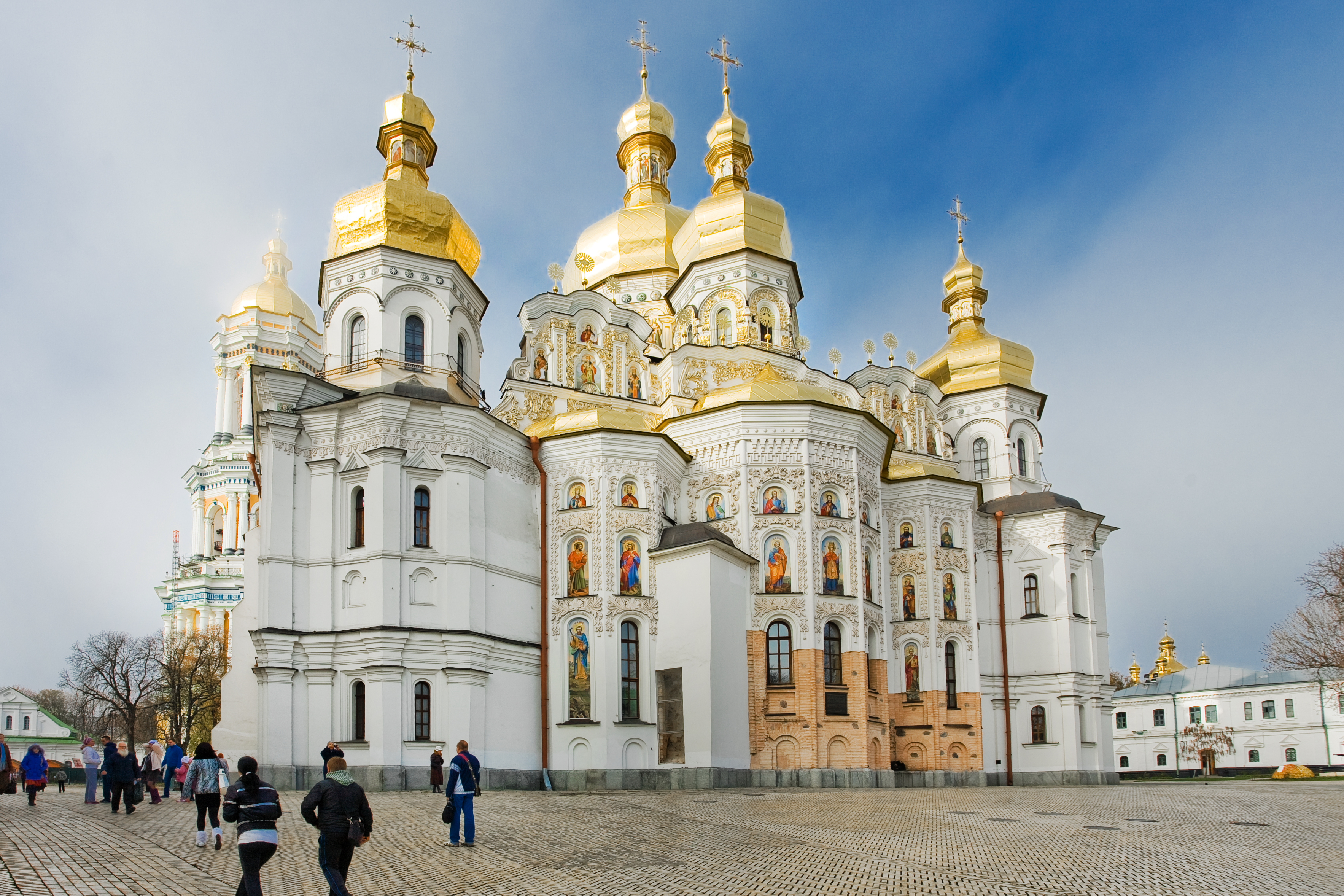
Успенский собор (Великая церковь), современный вид

В июне 1988 года в связи с празднованием 1000-летия крещения Руси постановлением Совета министров УССР новосозданной Печерской монашеской общине была передана территория Дальних пещер.
Первым настоятелем воссозданной обители стал митрополит Киевский и всея Украины Филарет (Денисенко) (в 1992 году запрещённый в служении и извергнутый из сана), а наместником — архимандрит Ионафан (Елецких) (с 22 ноября 2006 года — архиепископ (сейчас митрополит) Тульчинский и Брацлавский).
С 1992 года по 2014 год настоятель (священноархимандрит) Лавры — митрополит Киевский и всея Украины Владимир (Сабодан), резиденция которого находится на территории монастыря.
C 1994 года наместник Лавры — митрополит Вышгородский Павел (Лебедь).
Первоначально кафедральным собором был вместительный трапезный храм преподобных Антония и Феодосия Печерских.
В Лавре разместились также Киевские Духовные семинария и академия, издательский отдел Церкви.
9 декабря 1995 года президентом Украины Л. Кучмой издан указ о восстановлении Успенского собора. К 950-летию Лавры собор был восстановлен; освящён 24 августа 2000 года.
В 1990 году Лавра была внесена в список Всемирного наследия ЮНЕСКО.
В 2019 году в Канаде открылся храм Рождества Пресвятой Богородицы под духовным окормлением Лавры.

### Ситуация весной 2023 года
В начале марта руководство заповедника аннулировало договор с монастырем Украинской православной церкви (Московского патриархата) об аренде от 2013 года, обязав их покинуть территорию до 29 марта того же года. 29 марта 2023 года суд в Киеве принял иск монастыря к заповеднику. Суд назначен на 26 апреля 2023 года..
29 марта наместник лавры (УПЦ) митрополит Павел (Лебедь) заочно обратился к президенту Украины Владимиру Зеленскому и его окружению с угрозами, заявив, в частности: «Господин президент! Говорю вам и вашей своре, что наши слезы не упадут на землю, они все упадут вам на голову. Вы думаете, что, войдя во власть на наших спинах, вы можете так поступать? Господь не простит ни вам, ни вашей семье этот поступок!». 1 апреля митрополиту Павлу было вручено уведомление о подозрении в разжигании межрелигиозной розни и оправдании российской агрессии против Украины; в тот же день он был допрошен и Шевченковским районным судом Киева отправлен под домашний арест на два месяца.

## Дни празднования Киево-Печерским святым
- Собор преподобных отец Киево-Печерских, в Ближних (Антониевых) пещерах почивающих[23], — 28 сентября по Юлианскому календарю.
- Собор преподобных отец Киево-Печерских, в Дальних (Феодосиевых) пещерах почивающих, — 28 августа по Юлианскому календарю.
- Собор всех преподобных отец Киево-Печерских — переходящее празднование во 2-ю Неделю Великого поста.

## Национальный Киево-Печерский историко-культурный заповедник
В ведении заповедника находится Верхняя лавра, расположенная на Лаврской улице.

## Храмы и сооружения на территории Лавры
- Троицкая надвратная церковь (Святые врата).
- Аннозачатиевская церковь
- Большая Лаврская колокольня
- Колокольня на Ближних пещерах
- Колокольня на Дальних пещерах
- Крестовоздвиженская церковь
- Собор Успения Пресвятой Богородицы
- Трапезная церковь преподобных Антония и Феодосия
- Церковь «Всех преподобных отцов печерских»
- Церковь «Живоносный источник»
- Церковь Всех Святых
- Церковь и бывшие больничные покои Никольского монастыря
- Церковь Рождества Пресвятой Богородицы
- Церковь Спаса на Берестове
- Церковь Христова Воскресения
- Благовещенская церковь

На территории Лавры находятся также:
- Башня Ивана Кущника
- Братские корпуса
- Бывшие келии соборных старцев
- Бывший дом наместника Лавры
- Бывший экономический корпус
- Галерея, ведущая к Ближним пещерам
- Галерея, ведущая к Дальним пещерам
- Дебоскетовская (опорная) стена
- Западные экономические ворота
- Здание бывших митрополичьих покоев
- Киевские Духовная Семинария и Академия
- Киевское областное училище культуры
- Ковнировский корпус (здание бывшей пекарни и книжного магазина)
- Колодец преподобного Антония
- Колодец преподобного Феодосия
- Корпус бывшей типографии
- Крепостные стены
- Малярная башня
- Митрополия
- Онуфриевская башня
- Памятник Нестору Летописцу
- Часовая башня
- Часовня
- Южные ворота
- Могила Петра Столыпина

## Настоятели и наместники
Наместники
- Варлаам (1052—1062)
- Феодосий (1062 — 3 мая 1074)
- Стефан (1074—1078)
- Никон (1078—1088)
- Иоанн (упом. 1088)
- Феоктист (1108 — 12 января 1112)
- Прохор (9 февраля 1112 — 15 ноября 1126)
- Тимофей (1124—1131)
- Акиндин (1124—1131)
- Пимен (1132—1141)
- Феодосий (1142—1156)
- Акиндин (1156—1164)
- Поликарп (1165 — 24 июля 1182)
- Василий (1182—1197)
- Серапион (1249—1274[26])
- Агапит (упом. 1289)
- Давид (упом. 1377)
- Игнатий Печерский[27]
- Никифор (упом. 1434)
- Николай (упом. 16 июня 1446, 1455—1462)
- Иоанн (упом. 1470[28][29])
- Феодосий (упом. 16 марта 1486)
- Филарет, повторно почему повторно?[прояснить] (упом. 1500 — 25 августа 1501)
- Досифей (Забела) (до 1506)
- Вассиан (28 ноября 1506—1508)
- Иона (упом. 1509)
- Протасий (упом. 1514)
- Игнатий (июль 1522 — июнь 1525)
- Антоний (апрель 1524—1525)
- Антоний, вторично (упом. 1526—1528)
- Иоаким (упом. 1538)
- Софроний (1540—1541)
- Вассиан (1541 — упом. 1544)
- Иларион (Песочинский) (упом. август 1551)
- Иосиф (упом. 1555)
- Иларион (Песочинский) (1556—1572)
- Иона (Деспотович) (упом. 2 апреля 1573)
- Мелетий (Хребтович-Богурнский) (15 марта 1574—1590)
- Никифор (Тур) (1590—1598)
- Ипатий (Поцей) (2 октября 1599—1605)в статье о нем ни слова о наместничестве, в указанный период он униатский митрополит, затем в изгнании. В статье о предшественнике указано, что после Никифора (Тур) наместник Елисей (Плетеницкий)[прояснить]
- Елисей (Плетенецкий) (22 февраля 1605 — 19 октября 1624)
- Захария (Копыстенский) (1624 — 8 апреля 1626)
- Петр (Могила) (1626 — 31 декабря 1646)
- Иннокентий (Гизель) (1656 — 24 февраля 1684)
- Варлаам (Ясинский) (1684 — 31 августа 1690)
- Мелентий (Вуяхевич-Высочинский) (16 ноября 1690 — 6 февраля 1697)
- Иоасаф (Кроковский) (29 июня 1697 — 15 августа 1708)
- Иларион (1709)[30]
- Афанасий (Миславский) (20 июля 1710—1714)
- Иоанникий (Сенютович) (24 июля 1715 — 12 ноября 1729)
- Роман (Копа) (12 июня 1730 — 13 сентября 1736)
- Иларион (Негребецкий) (8 мая 1737 — 8 января 1740)
- Тимофей (Щербацкий) (14 апрель 1740 — 10 марта 1748)
- Иосиф (Оранский) (28 октября 1748 — 8 октября 1751)
- Лука (Белоусович) (21 июня 1752 — 30 марта 1761)
- Зосима (Валькевич) (21 мая 1762 — 10 апреля 1786)
- С 10 апреля 1786 монастырём управляли митрополиты Киевские
- Феофилакт (Слонецкий) (1792—1795)
- Иероним Яновский (1795—1799[31])
- Иоиль (Воскобойников) (29 октября 1800 — ?[32])
- Антоний (Смирницкий) (2 января 1815 — 31 января 1826)
- Авксентий (Галицкий) (1826—1834)
- Лаврентий (Макаров) (1844—1852)
- Иоанн (Петин) (1852—1862)
- Иларион (Юшенов) (24 декабря 1878—1884)
- Ювеналий (Половцев) (21 мая 1884—1892)
- Сергий (Ланин) (1893—1896)
- Антоний (Петрушевский) (1896—1909)
- Амвросий (Булгаков) (сентябрь 1909 — 20 января 1918)

Настоятели
- Климент (Жеретиенко)
- Михаил (Митрофанов) (1925), обновленческий епископ
- Ермоген (Голубев) (18 октября 1926—1931)
  - 1930—1941 — закрытие

Наместники
- Макарий (Величко) (с 16 августа 1924 года при наместнике Клименте (Жеретиенко); в 1925 году арестован)
- Валерий (Устименко) (7 декабря 1942 — 7 февраля 1947)
- Кронид (Сакун) (20 февраля 1947 — 1 августа 1953)
- Нестор (Тугай) (1 августа 1953—1961)
  - 1961—1988 — закрытие
- Ионафан (Елецких) (23 июля 1988 — август 1989) до 12 октября 1988 — и. о. наместника
- Елевферий (Диденко) (август 1989 — февраль 1992)
- Питирим (Старинский) (23 февраля — ок. 25 августа 1992)
- Ипполит (Хилько) (25 августа — 8 декабря 1992)
- Ахилла (Шахтарин) (8 декабря 1992 — 30 марта 1994), и. о. наместника[33]
- Павел (Лебедь) (с 30 марта 1994)

## Объект Всемирного культурного наследия
В 1990 году Киево-Печерская лавра объявлена объектом всемирного культурного наследия. Территория объекта состоит из центральной зоны — 24 гектара и буферной зоны — 108 гектаров. Кроме Лавры в состав объекта культурного наследия входят Софийский собор и церковь спасителя в Берестове.

## Киево-Печерская лавра в русской культуре

### Словесность

### Фильмы
- «Киево-Печерская лавра. Фотография тысячелетия» - документальный проект телеканала «Интер» рассказывает о тысячелетней истории Киево-Печерской лавры, о судьбе обители в XX веке, в эпоху самых суровых испытаний, и о ее возрождении после восстановления здесь монашеского служения[37].

## Нарушения
На территории Лавры обнаружены многочисленные факты незаконного строительства и перестройки исторических памятников. Несмотря на отсутствие каких-либо разрешений на строительство, руководство исторического заповедника и духовенство никак не комментируют ситуацию.
15 ноября 2022 года Службой безопасности Украины было возбуждено уголовное дело в рамках статьи об «оправдании российской агрессии». Причиной тому стала песня, которую спели прихожане Киево-Печерской лавры, где были слова про «матушку-Русь». Спустя неделю, на территории лавры сотрудники СБУ провели обыски на наличие оружия или членов диверсионно-разведывательной группы. Как отметило ведомство, это мероприятие устроено для того, чтобы не допустить «использования лавры как ячейки „русского мира“». Русская православная церковь осудила рейд как «акт устрашения».

## Галерея

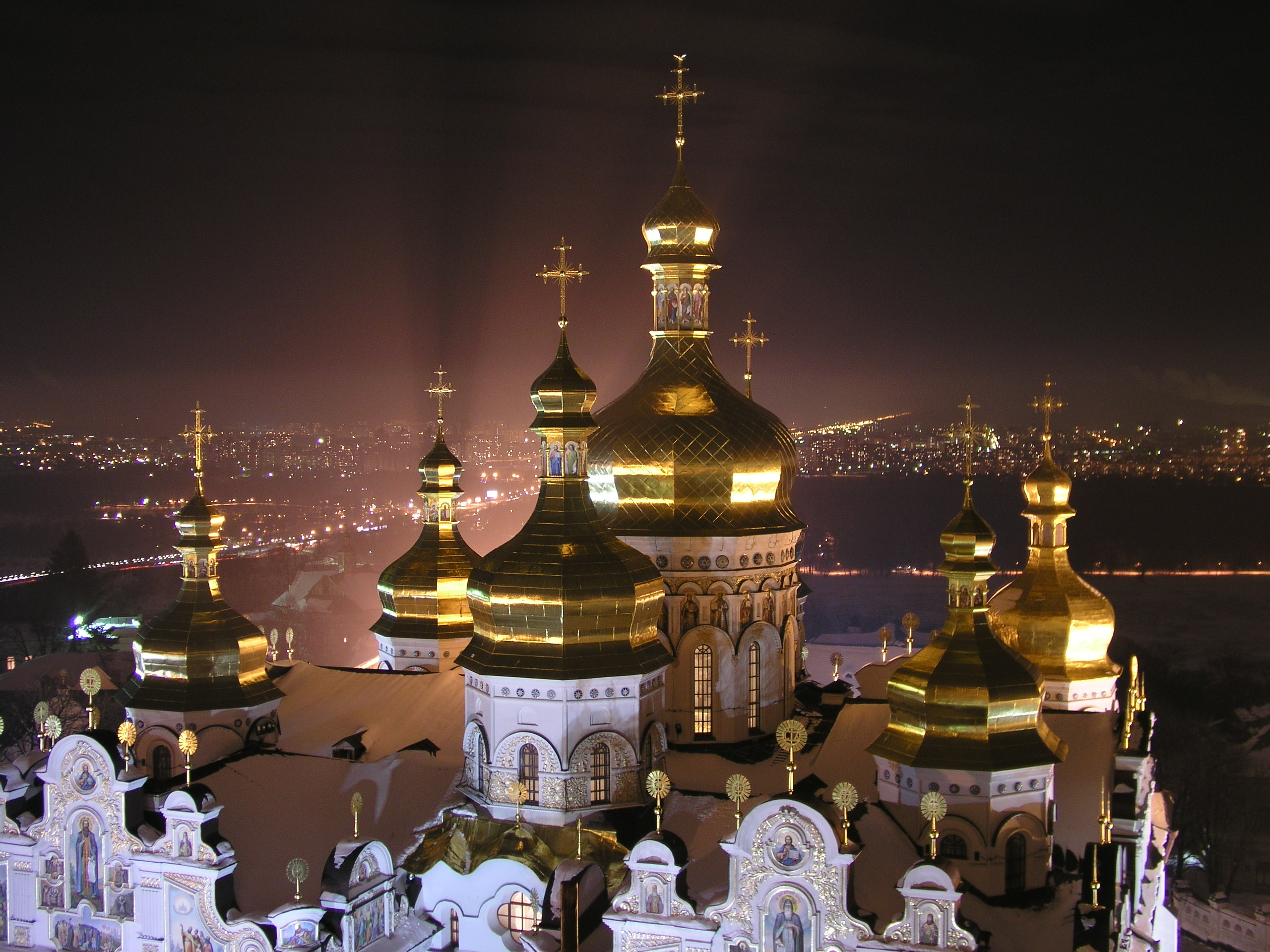
Успенский собор
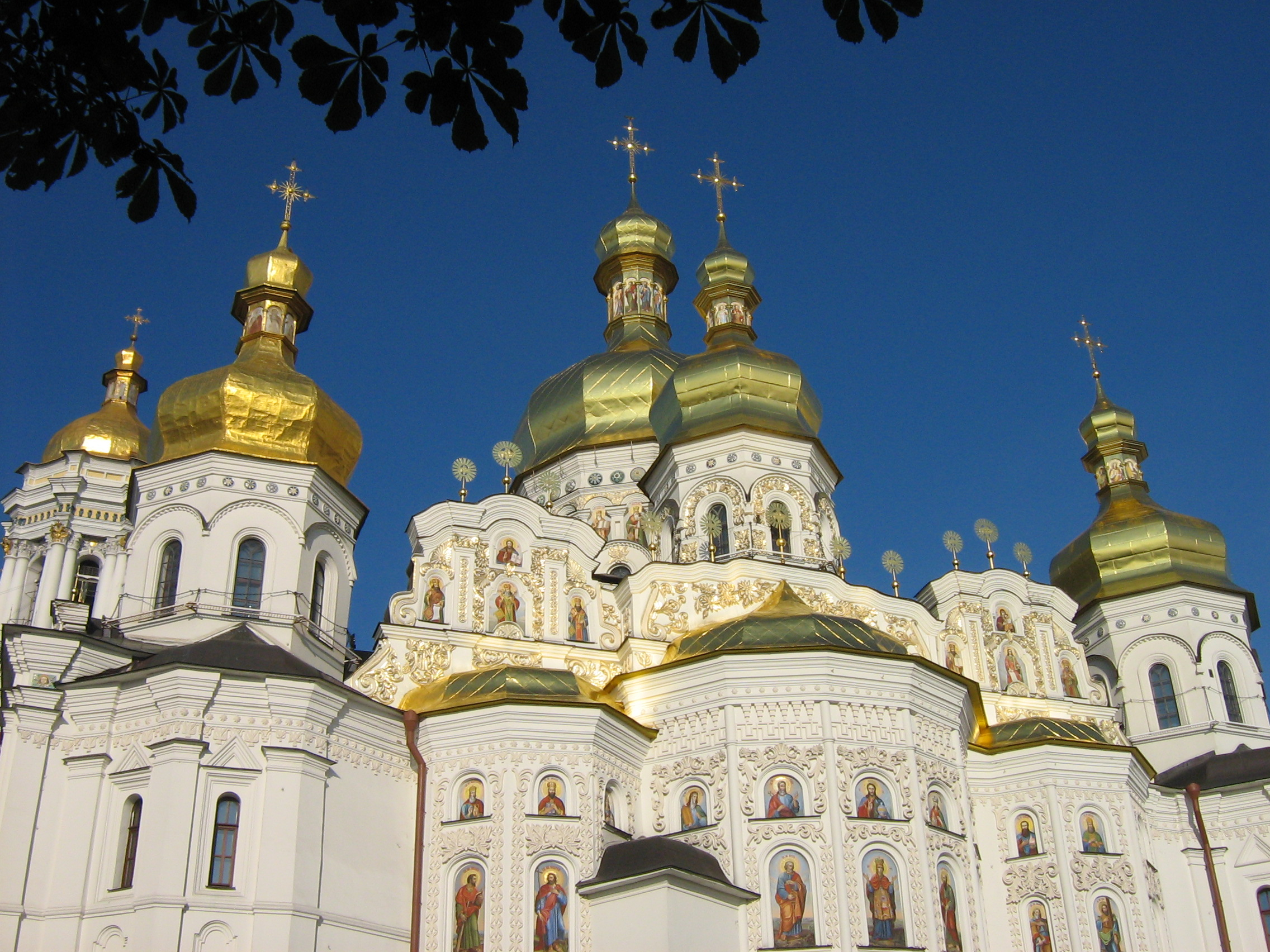
Успенский собор
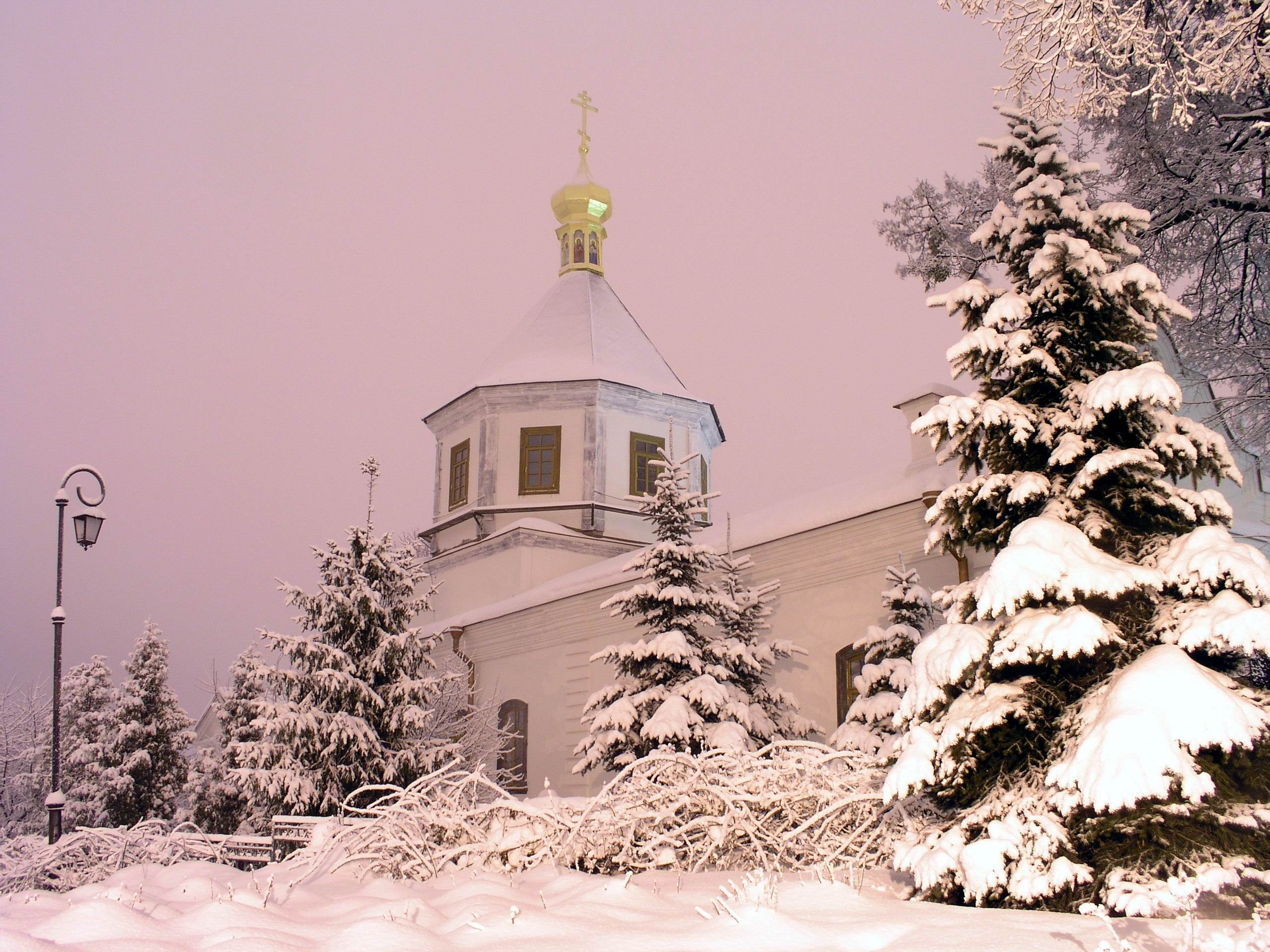
Аннозачатиевский храм
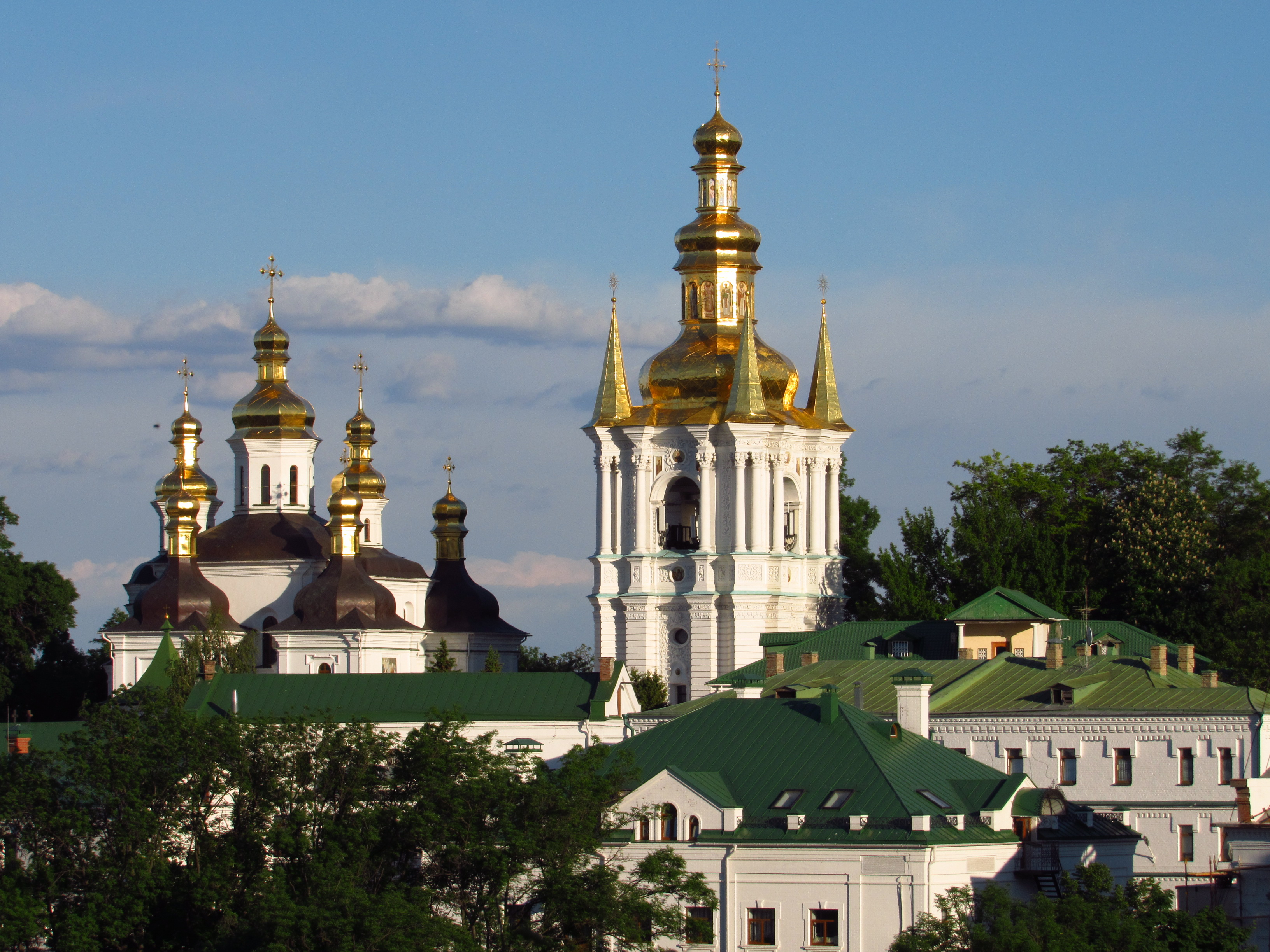
Панорама Нижней Лавры
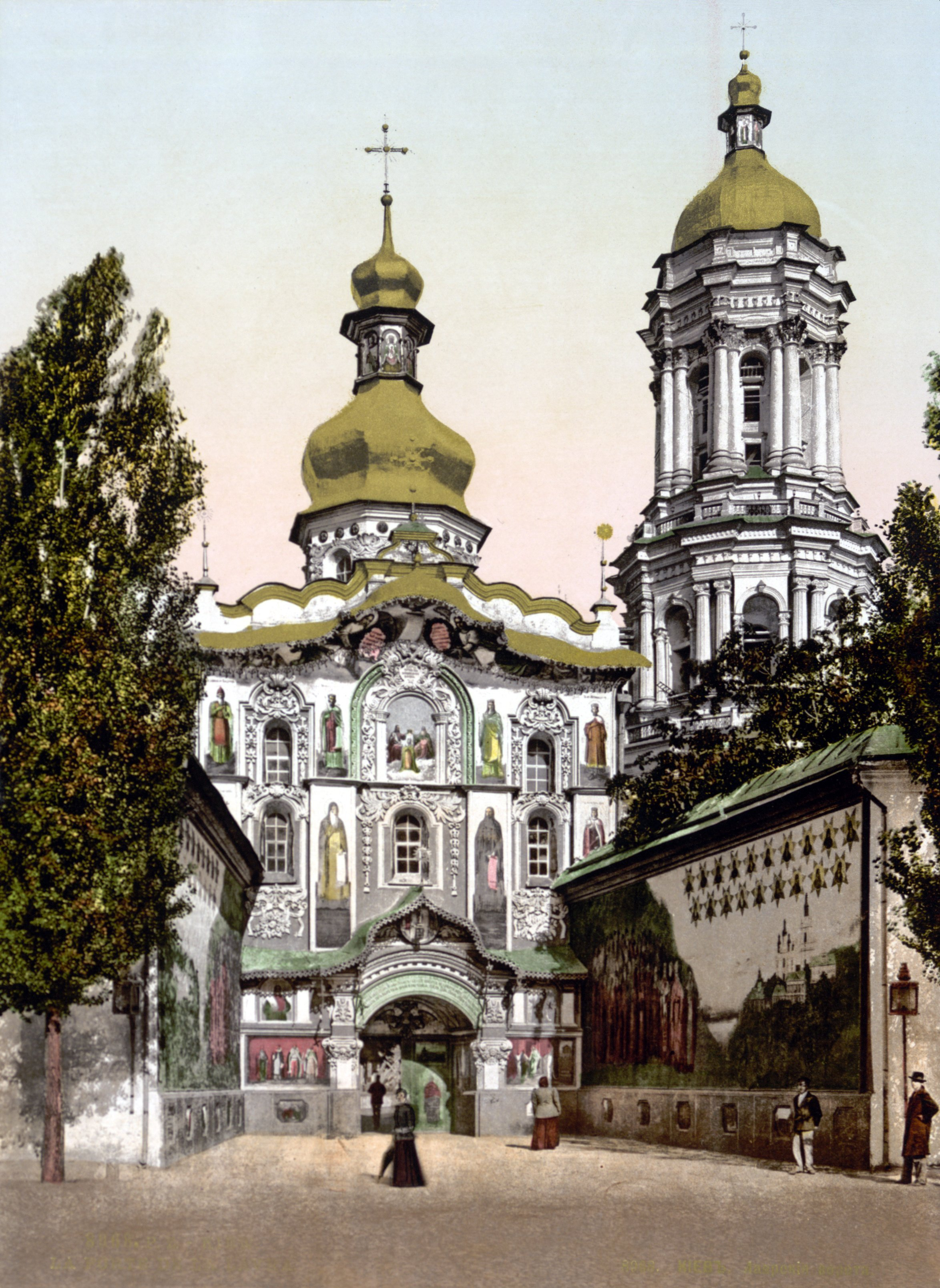
1890 год
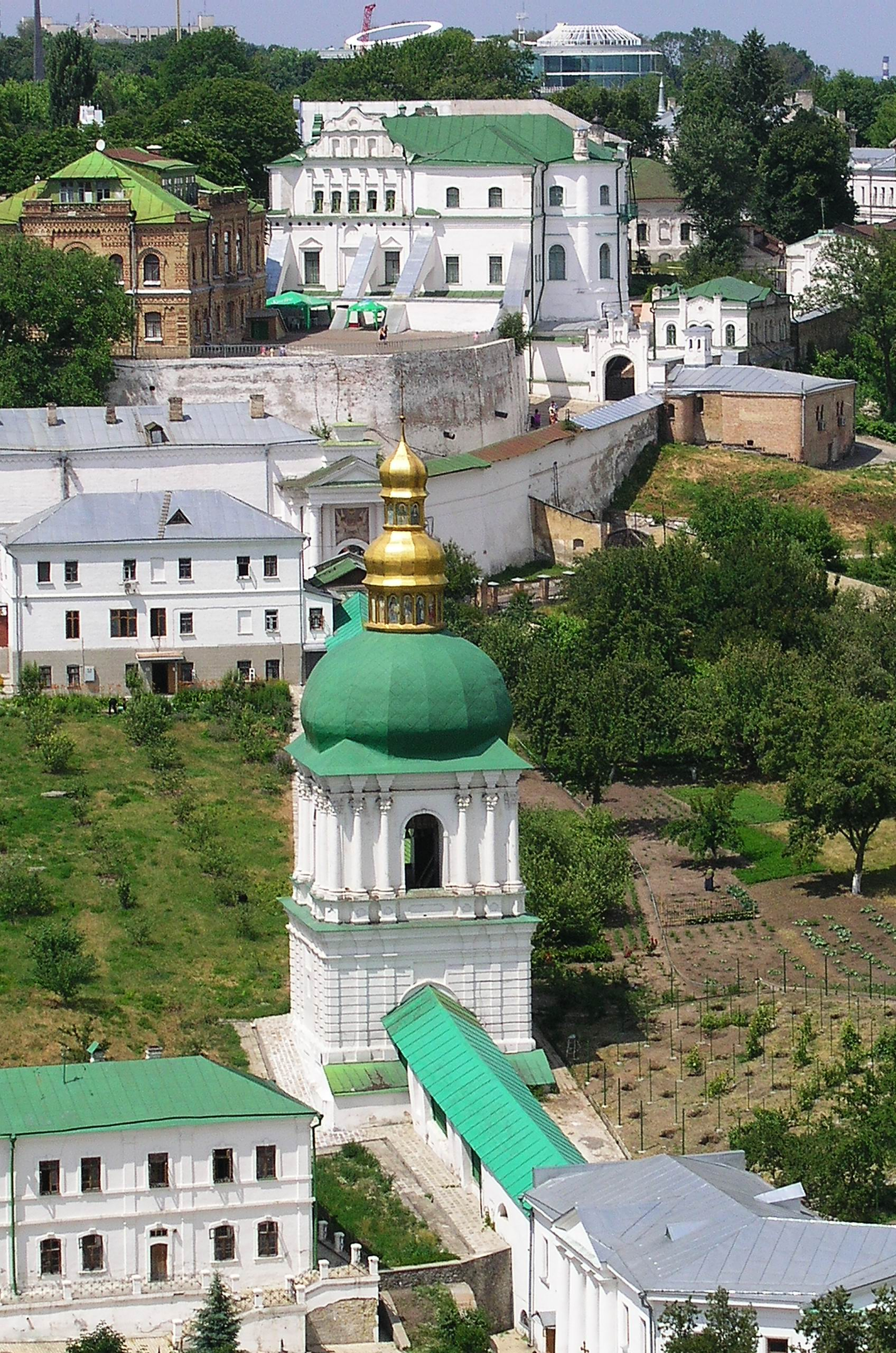
Колокольня ближних пещер
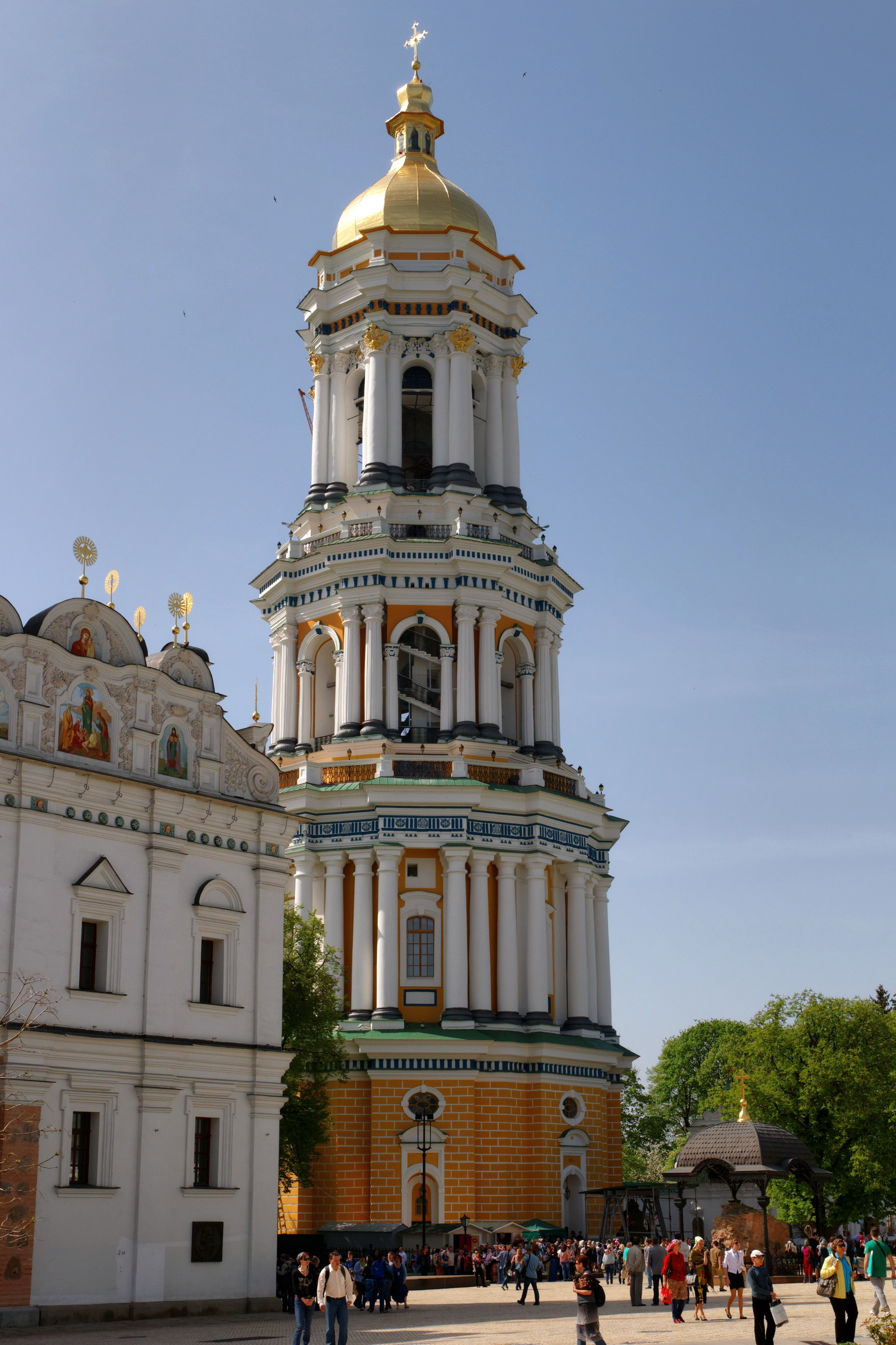
Большая колокольня
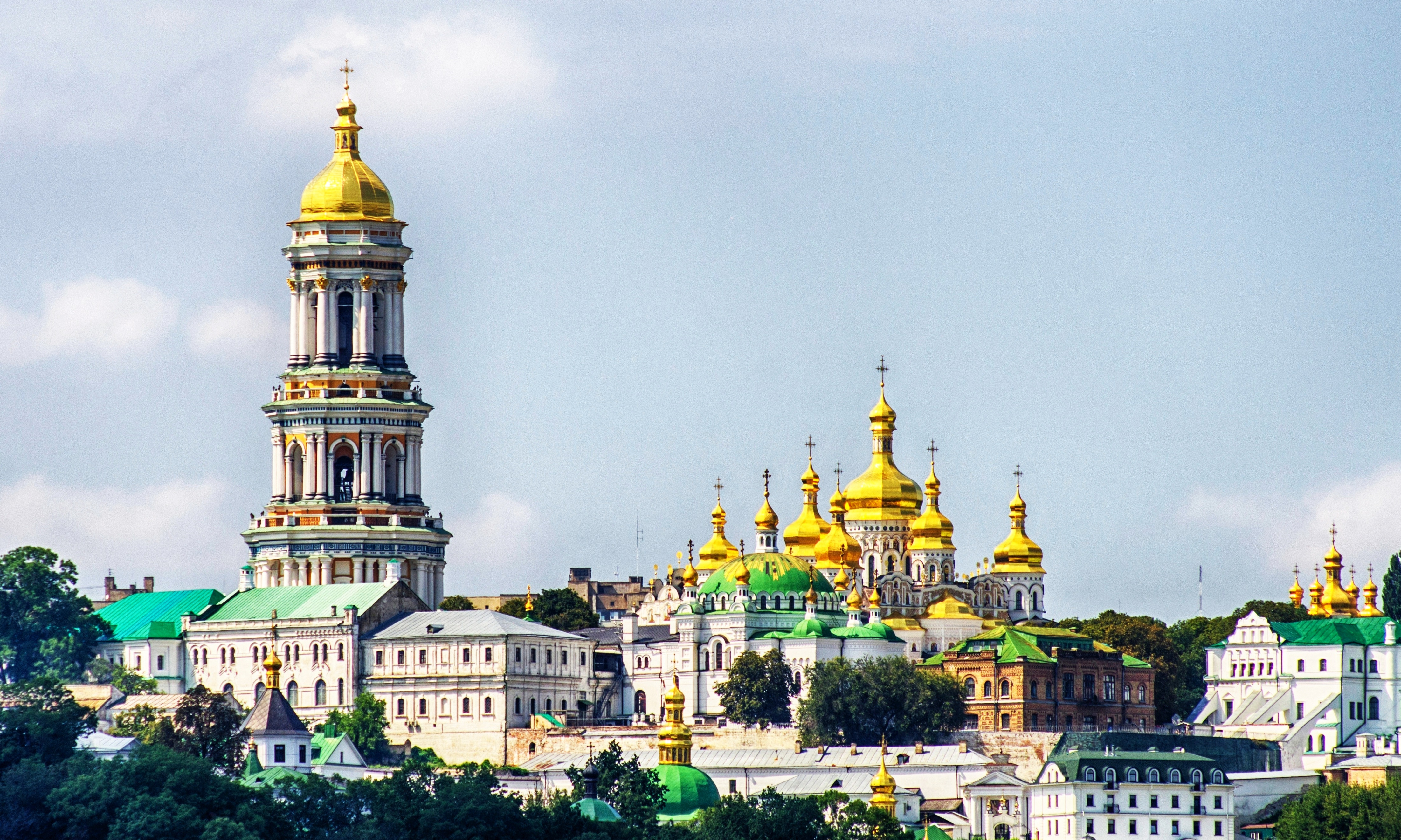
Общий вид
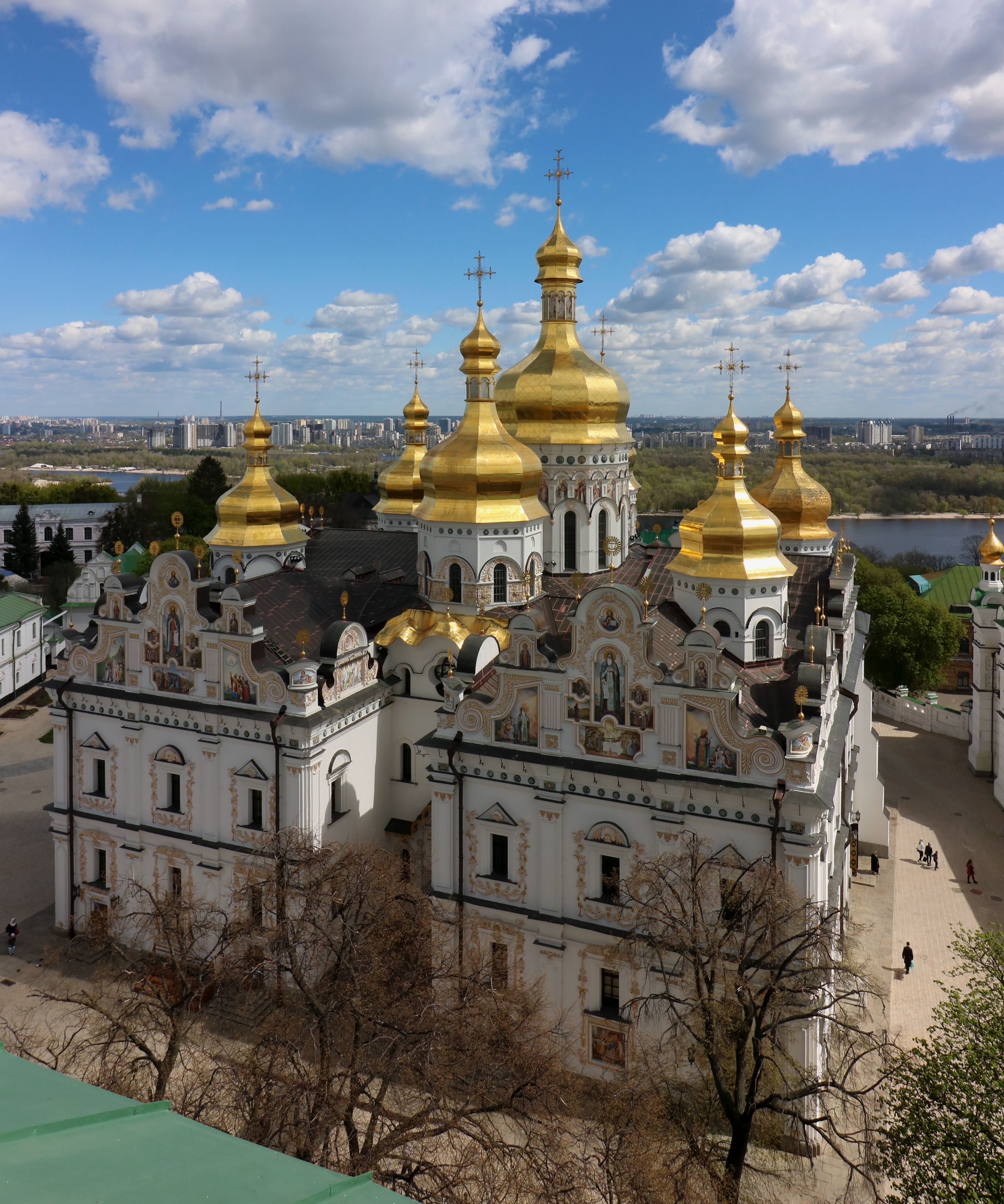
Лавра
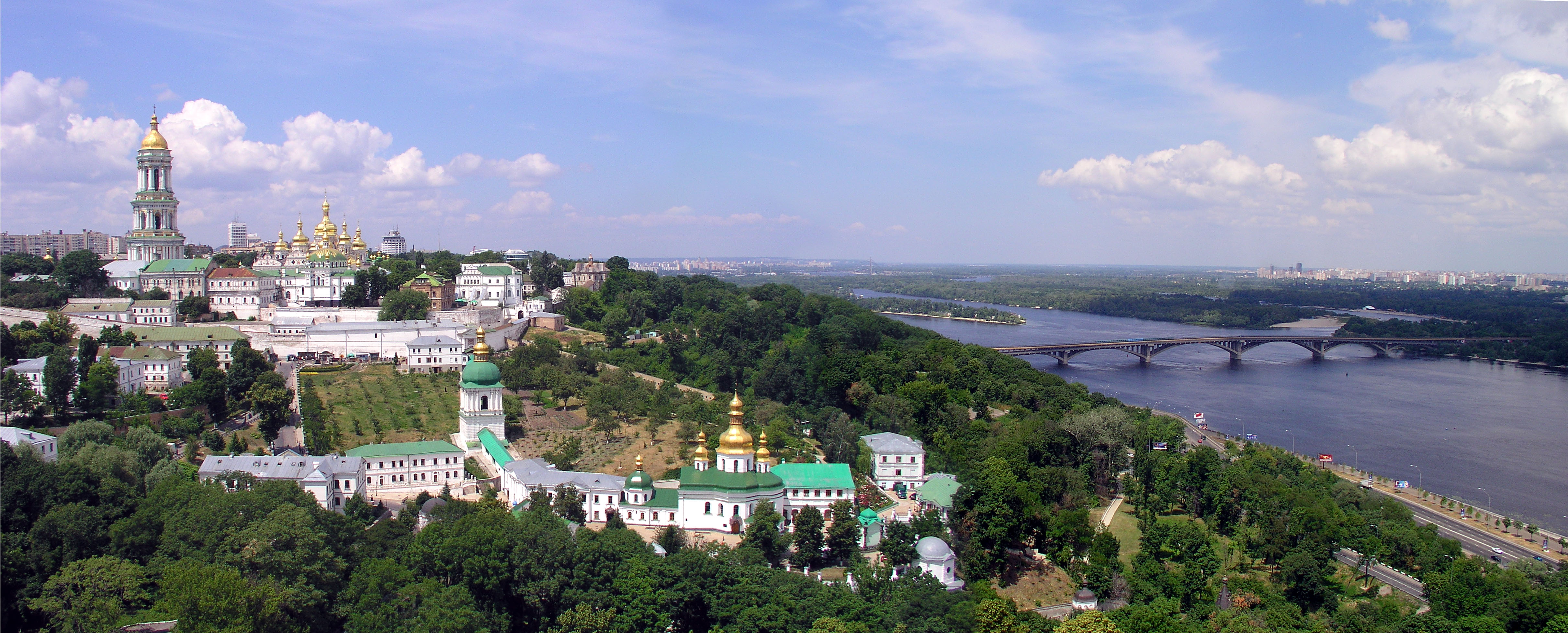
Панорама